# 이식편대숙주병
이식편대숙주병(Graft-versus-host disease, GVHD)은 면역력 저하 등의 이유로 진행한 수혈 등의 치료행위를 통하여 숙주 내로 유입된 타인의 면역세포가 숙주의 면역체계에 의하여 사멸되지 않고, 숙주의 체내에서 증식하여 숙주를 공격하는 병으로, 증상의 정도에 따라 심한경우 사망에 이르기도 한다

## 원인
원인은 대체적으로 2가지로 나뉜다.

### 면역력 약화
정상인의 경우에는 타인의 백혈구가 들어오면 면역체계가 작동하여 우리 몸에 있는 백혈구에 의해 잡아먹히지만, 만약 면역력이 약해져 있을 경우 타인의 백혈구가 혈중에 살아서 돌아다니고 심지어는 체세포분열을 통해 증식하게 된다.

### 가족의 혈액 수혈
만약 부모의 백혈구가 침입하면 면역체계는 침입한 백혈구가 자신의 것과 비슷하므로 이를 살려두는데, 마찬가지로 혈중에 부모의 백혈구가 살아돌아다니고, 심지어는 세포분열을 통해 증식한다.
- 참고로 자식의 나이가 어릴수록 면역체계가 미숙하므로 더욱 이런 일이 잘 일어난다.

## 증상
이렇게 증식한 타인의 백혈구 중에서도 자연 살해 세포, 세포독성 T세포 등 각종 림프구는 숙주를 적으로 여기고 공격하기 시작하며, 뇌, 골수, 간 등 숙주의 모든 조직을 공격한다. 피부를 공격하면 피부병을 일으키며, 간을 공격하면 간기능에 문제가 생긴다. 증식한 면역세포가 모든 조직을 공격하므로 발열이나 피부병 등 거의 모든 부위에서 증상이 일어난다.

## 검사
수혈 후 발열 등 여러 이상 증세가 나타나고, 간수치가 증가되어 있으며 전반적으로 혈액세포 수가 감소되어 있다면 의심할 수 있다.

## 치료
치료법은 면역억제제와 스테로이드를 복용하는 것이다. 스테로이드로 잡히지 않는 중증 숙주반응의 경우 경구 항암제로 숙주반응을 조절한다.

## 예방
되도록이면 타인의 피를 수혈해야 하며, 가족의 피를 수혈할 때는 방사선 처리를 통해 헌혈한 혈액 내의 백혈구를 모두 죽여야 한다.

## 같이 보기
- 면역억제
- 이식거부반응